# Platyceps florulentus
Espèce
Synonymes
- Coluber florulentus Geoffroy Saint-Hilaire, 1827
- Coluber keniensis Parker, 1932
- Coluber florulentus perreti Schätti, 1988

Statut de conservation UICN

 LC  : Préoccupation mineure
Platyceps florulentus  est une espèce de serpents de la famille des Colubridae.

## Répartition
Cette espèce se rencontre en Libye, en Égypte, au Soudan, au Soudan du Sud, en Érythrée, en Éthiopie, en Somalie, au Kenya, en Ouganda et au Cameroun.

## Liste des sous-espèces
Selon The Reptile Database (20 mars 2012) :
- Platyceps florulentus florulentus (Geoffroy Saint-Hilaire, 1827)
- Platyceps florulentus keniensis (Parker, 1932) du Kenya
- Platyceps florulentus perreti (Schätti, 1988) du Cameroun

## Publications originales
- Geoffroy Saint-Hilaire, 1827 : Reptiles in Savigny, 1827 : Description d’Égypte. Histoire Naturelle. Paris, vol. 1, p. 121-160 (texte intégral).
- Parker, 1932 : Scientific results of the Cambridge expedition to the east African lakes, 1930-31. 5. Reptiles and amphibians. The Journal of the Linnean Society of London. Zoology, vol. 38, p. 213-229.
- Schätti, 1988 : Systematics and phylogenetic relationships of Coluber florulentus Geoffroy, 1827 (Reptilia, Serpentes).Tropical Zoology, vol. 1, n. 1, p. 95-116.